# Mgbos
Els mgbos són un grup ètnic igbo que viu a les LGAs d'Abakaliki, Ezza, Ohaozara i Ishielu, a l'estat d'Ebonyi i a la LGA d'Okpokwu, a l'estat de Benue, al sud-est de Nigèria. Els mgbos parlen la llengua mgbolizhia, una llengua igboque segons l'Ethnologue es parla a la LGA d'Ohaukwu, a l'estat d'Ebonyi i a la LGA d'Ado, a Benue.
El 98% dels mgbos són cristians (el 28% dels quals són evangèlics). El 75% d'aquests són catòlics i el 25% restant pertanyen a esglésies cristianes independents. Hi ha una petita minoria del 2% que creuen en religions tradicionals africanes.